# 台鐵R100型柴電機車
台鐵R100型柴電機車，是臺灣鐵路公司所擁有的幹線用大型柴電機車。後繼機型R150型、R180型、R190型與其外型相近似。

## 概要
1969年起，臺灣鐵路管理局為因應莒光號列車開行，並且為了進一步提升柴電機車的運輸效能，於是在向美國GM-EMD公司購入台鐵R20型柴電機車後，又再度購入另一種柴電機車共39輛，即是R100型，編號R101~R139號。
本型車於美國GM-EMD的原廠型號為EMD G22U型。直到1969年9月至11月，本型車已陸續出廠運送來台；直至隔年1月莒光號列車開行，本型車即擔任莒光號的牽引機車，為繼R20型後另一個柴油化的重要主力。
此型機車外觀與台鐵R150型柴電機車和台鐵R180、R190型柴電機車極為相似。而雖然三款車型皆使用相同的引擎（美國GM 12-645E型柴油引擎），但牽引力、車重和最高車速等規格亦稍有差異。（如R100型總牽引力為15180kgw，而R150型及R180／R190型總牽引力則達19650kgw）。

## 外觀設計
R100型的設計與R20型最大的不同是前端罩高度降低，駕駛室除較偏向前端外，並改成4片駕駛窗以增強瞭望性。另外，R100型在車身長度上也比R20型長上一些，油箱、轉向架配置等也都有所差異；除外，這兩種車的車側檢修門、進氣口位置，與車尾端面尾燈、大燈的外觀等均有所不同。
至於在塗裝設計上，本型車原裝時期採用海軍藍之塗色，其塗裝方式均與R20型大同小異；直到1978年鐵路電氣化後，本型車陸續將原本的海軍藍塗裝改為橘色。
2010年1月，北迴線通車30週年活動，台鐵先將R101的塗裝變更為47號孔雀藍，其車頂仍維持灰色。2010年6月，因應鐵路節123週年，再將R123塗裝調整為47號孔雀藍，出廠後附掛於116次復興號有火迴送至彰化並與CK124號推拉通勤客車擔任2010年舊山線復駛列車的順行端機車。2019年，R123再度進廠檢修，臺北機廠於此次檢修一併將塗裝變更為海軍藍，並調整車號字體，R123成為第一輛復舊為原廠塗裝色的柴電機車。2020年，R101在進廠檢修時塗裝恢復為海軍藍。2021年下旬，因應藍皮解憂號本務機車需求，進場檢修的R122、127、R135同時將塗裝恢復為海軍藍。2022年10月28日，進廠維修的R129外觀恢復為海軍藍。

## 構造及設備

### 工作原理
本型車和R20型相同，為透過柴油引擎帶動主發電機後供給電力給予於轉向架的牽引馬達使車輛運行，因此主要設備組件上可區分成引擎及電氣設備兩大部分。

### 引擎設計
在引擎設計上R100型使用二行程V型12缸的GM 12-645E型柴油引擎，連續出力達1,650HP/900rpm。本型引擎的汽缸直徑較大，因此連續出力也較R20型有所提升。

### 電氣設備（馬達及控制設備）
R100型採用較R20型容量更大的D32T型主發電機，可提供1,500HP的連續進力，並將發電後之電流給予轉向架上的四具D29型牽引馬達使用。油門控制可分為8段。其進電路變速方式同為先進行小變速，係透過各馬達分路並聯一電阻使馬達磁場減弱，以克服加速時牽引馬達產生的反電壓，使電流持續增大以達到指定的車速。本型車的最大牽引力可達15,180kgw，最高速度則可達到100km/hr。

### 軔機設備
本型車裝用西屋（wabco）26LA型空氣軔機。司軔閥設計上分為單閥（僅操作機車頭軔機）與自閥（控制全編組列車軔機）分開操控之設計。主風泵（空氣壓縮機）設於引擎室，由引擎透過聯軸器帶動。

### 轉向架
因引進當年台鐵尚未完全重軌化，故仍需要較多車軸分散總重量。因此R100型的轉向架是在兩個動輪之間加入一個分擔重量的無動力惰輪，配置為A1A-A1A型。

## 特色

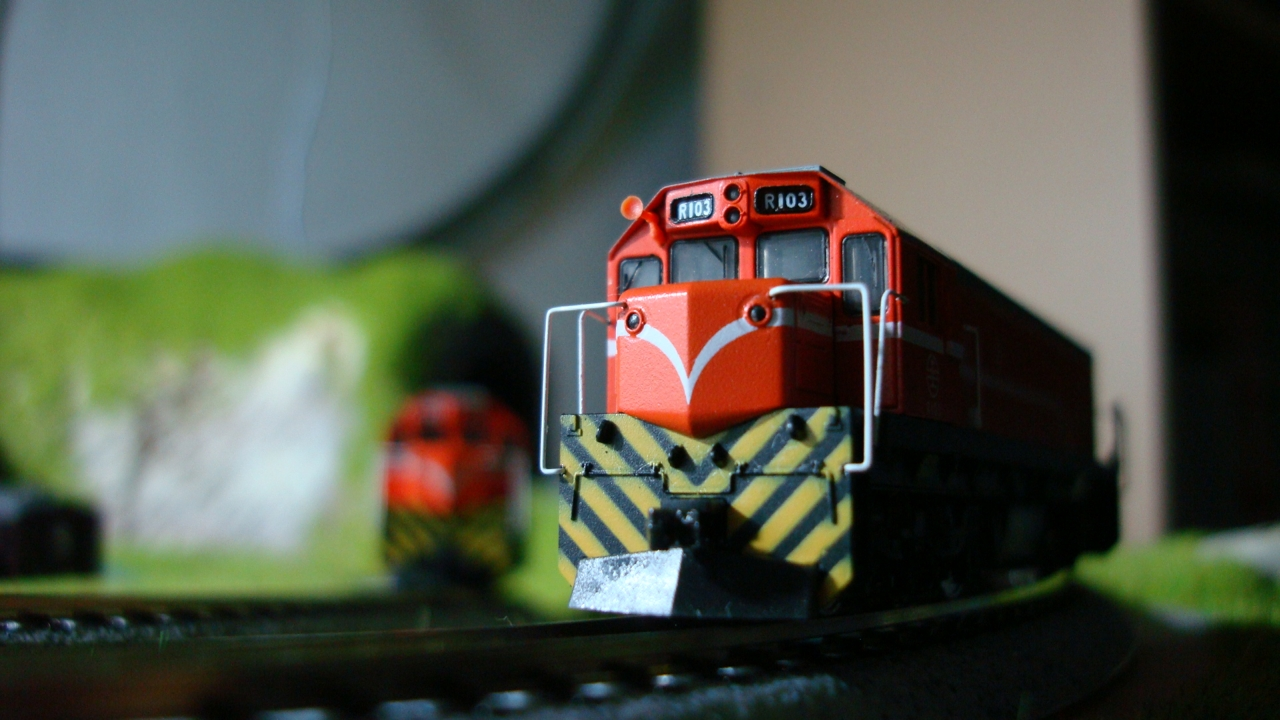
R100的N軌距鐵道模型（鐵支路模型）

本型機車由於在設計上供司機員操作的駕駛室不論左右側，皆位於機車的其中一邊，另一邊則全為GM的引擎部，因此在實際駕駛上，若反向運轉則司機員的視野將嚴重受限。若反向運轉，臺鐵規定需二司機員乘務，因此作法浪費人力，目前仍有些車站有專用轉車台供該種類型的機車進行調頭工作。
另外，由於R100型機車和其後繼機型的數量相當龐大，加上啟動時加速度很慢，且機械構造較簡單，以及本身為柴油動力無需使用電車線，任何正規路線及鐵路場站均可隨時隨地運轉的特點，也成為目前台灣鐵路公司中用來教導新進司機員的駕駛訓練車（教練車）。很多司機員第一次駕駛台鐵機車也是從R100型開始，之後再依據日後的專業慢慢轉換車型，可以說是台鐵司機員的搖籃。

## 保存車輛
- R111：此車經富岡基地整修後恢復成原始之海軍藍塗裝，並於2022年4月28日由兩輛柴電機車以包夾的方式迴送至大肚車站後，再陸運至臺中車站鐵道文化園區靜態保存。

- R114：此車經富岡基地整修後恢復成藍色塗裝，於2019年9月10日與SPK32749對號特快車廂送往車埕鐵道觀光小學堂（原車埕國小）靜態展示[3]（車籍仍在）。

- R134：此車於2023年12月報廢後，於2024年10月16日迴送至秦陽機械修復，並在2025年1月9日跨10日凌晨陸運至哈瑪星鐵道園區靜態保存[4] 。

## 註解
1. ↑  阿魯轉轉頭 （页面存档备份，存于） 鋼軌上的輪機手-痞客邦 PIXNET
2. ↑  火車駕駛台 （页面存档备份，存于） 鋼軌上的輪機手-痞客邦 PIXNET
3. ↑  交通部觀光局 日月潭國家風景區管理處. . 2019-09-06  [2019-09-12]. （原始内容存档于2020-04-10） （中文（臺灣））.
4. ↑   https://www.facebook.com/khcculture/posts/pfbid02y7JCcU1rQazCPozoCUu8aKjLHRCsDg1StrqsyXFv3N1aX82SR4uW7PfdyUFhVjwDl. 缺少或|title=为空 (帮助)